# Sarhad (flod)
Sarhad eller Wakhan är en flod i Afghanistan. Den rinner från Pamir  genom södra delen av Wakhankorridoren, förenar sig med Pamirfloden och är ett av tillflödena till Amu-Darja.
Wakhankorridoren ligger i provinsen Badakhshan, i den nordöstra delen av landet, 400 kilometer nordost om huvudstaden Kabul.
Trakten är ofruktbar med lite eller ingen växtlighet och nära nog obefolkad, med mindre än två invånare per kvadratkilometer. Inlandsklimat råder i trakten. Årsmedeltemperaturen i trakten är −2 °C. Den varmaste månaden är augusti, då medeltemperaturen är 14 °C, och den kallaste är januari, med −19 °C. Genomsnittlig årsnederbörd är 300 millimeter. Den regnigaste månaden är februari, med i genomsnitt 46 mm nederbörd, och den torraste är oktober, med 7 mm nederbörd.

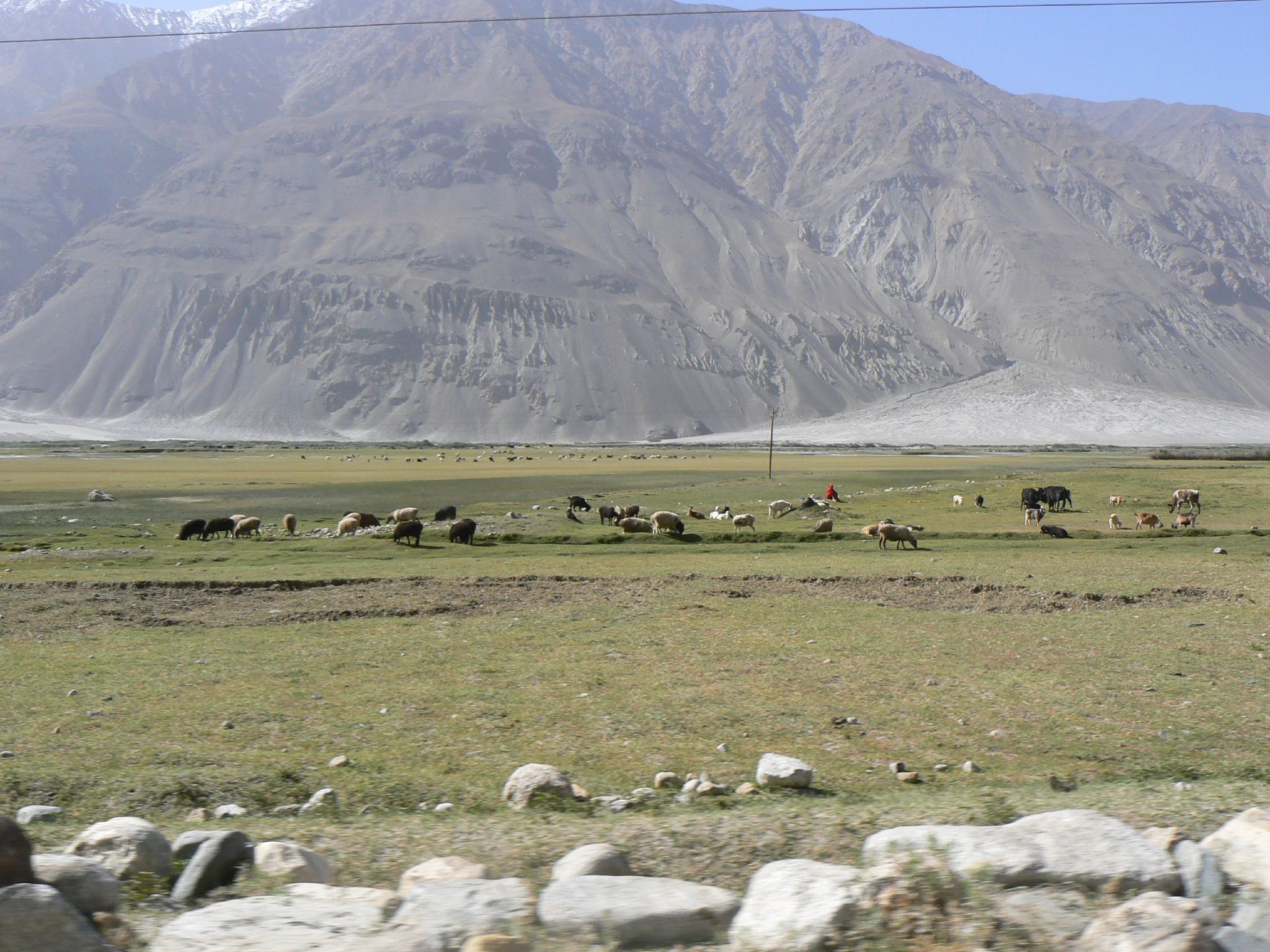
Floden Sarhad rinner genom Wakhankorridoren